# Карагужиха
Карагужиха (каз. Қарақожа) — посёлок в Глубоковском районе Восточно-Казахстанской области Казахстана. Входит в состав Малоубинского сельского округа. Код КАТО — 634057400.
Расположен в 120 км от Усть-Каменогорска, на берегу реки Уба (правый приток Иртыша).

## История
В 1964 году село Карагужиха отнесено к категории городских посёлков.

## Население
В 1999 году население посёлка составляло 306 человек (152 мужчины и 154 женщины). По данным переписи 2009 года, в посёлке проживало 112 человек (62 мужчины и 50 женщин).